# ألكساندرا كاربنتر
ألكساندرا كاربنتر (بالإنجليزية: Alexandra Carpenter) هي لاعبة هوكي الجليد أمريكية، ولدت في 13 أبريل 1994 في كامبريدج في الولايات المتحدة.

## وصلات خارجية
- ألكساندرا كاربنتر على موقع دوري الهوكي الوطني (الإنجليزية)
- ألكساندرا كاربنتر على موقع EliteProspects.com (الإنجليزية)
- ألكساندرا كاربنتر على موقع HockeyDB.com (الإنجليزية)
- ألكساندرا كاربنتر على موقع اللجنة الأولمبية الدولية (الإنجليزية)
- ألكساندرا كاربنتر على موقع أوليمبيديا (الإنجليزية)
- ألكساندرا كاربنتر على موقع اللجنة الأولمبية والبارالمبية الأمريكية (الإنجليزية)